# Enigmata
Enigmata est un album de John Zorn paru chez Tzadik en 2011. Il est joué par le duo composé du guitariste Marc Ribot et du bassiste Trevor Dunn. La musique est un mélange de composition et d'improvisation joué dans le style hardcore.

## Titres
| 1.    | Enigmata One    | 3:07 |
| 2.    | Enigmata Two    | 3:36 |
| 3.    | Enigmata Three  | 4:24 |
| 4.    | Enigmata Four   | 3:18 |
| 5.    | Enigmata Five   | 2:56 |
| 6.    | Enigmata Six    | 4:42 |
| 7.    | Enigmata Seven  | 4:06 |
| 8.    | Enigmata Eight  | 4:31 |
| 9.    | Enigmata Nine   | 4:31 |
| 10.   | Enigmata Ten    | 3:20 |
| 11.   | Enigmata Eleven | 2:19 |
| 12.   | Enigmata Twelve | 2:44 |
| 43:41 |                 |      |

## Personnel
- Trevor Dunn - basse
- Marc Ribot - guitare